# Liste der französischen Botschafter in Venezuela
Liste der französischen Botschafter in Venezuela.

## Liste
| Ernennung Akkreditierung | Name                                                                                               | Bemerkungen                                                  | ernannt von                | akkreditiert bei der Regierung | Posten verlassen |
| ------------------------ | -------------------------------------------------------------------------------------------------- | ------------------------------------------------------------ | -------------------------- | ------------------------------ | ---------------- |
| Mai 1834                 | Augustin-Jean Mahélin                                                                              | Konsul in Caracas und La Guaira                              | Louis-Philippe I.          | José Antonio Páez              |                  |
| 26. März 1837            | De la Palun                                                                                        | Konsul in Caracas                                            | Louis-Philippe I.          | José María Carreño             |                  |
| 1839                     | Jean-Baptiste Louis Gros                                                                           |                                                              | Louis-Philippe I.          | José Antonio Páez              |                  |
| Okt. 1842                | Céleste-Etienne David                                                                              | Generalkonsul und Geschäftsträger                            | Louis-Philippe I.          | Francisco Aranda               | Dez. 1845        |
| Jan. 1848                | Céleste-Etienne David, Maurice d’Hauterive; Adolfo de Tourreil                                     | Generalkonsul                                                | Napoleon III.              | José Tadeo Monagas             | Feb. 1849        |
| März 1849                | Maurice d’Hauterive; François-Adolphe Loeve de Veimars                                             | Generalkonsul                                                | Napoleon III.              | José Tadeo Monagas             | Feb. 1850        |
| März 1850                | François-Adolphe Loeve de Veimars                                                                  | Generalkonsul                                                | Napoleon III.              | José Tadeo Monagas             | Dez. 1850        |
| Aug. 1853                | François-Adolphe Loeve de Veimars, Adolfo de Tourreil                                              |                                                              | Napoleon III.              | José Gregorio Monagas          | Dez. 1854        |
| Jan. 1855                | François-Adolphe Loeve de Veimars, Jean Leyraud                                                    | Generalkonsul und Geschäftsträger                            | Napoleon III.              | José Tadeo Monagas             | Nov. 1856        |
| Nov. 1856                | Jean Leyraud                                                                                       |                                                              | Napoleon III.              | Manuel Felipe de Tovar         | Mai 1858         |
| Juni 1858                | Jean Leyraud                                                                                       |                                                              | Napoleon III.              | Julián Castro Contreras        | Dez. 1858        |
| 1860                     | Alexandre Mellinet                                                                                 | [ 5 ]                                                        | Napoleon III.              | Manuel Felipe de Tovar         |                  |
| Jan. 1861                | Alexandre Mellinet, Zeltner                                                                        |                                                              | Napoleon III.              | Manuel Felipe de Tovar         |                  |
| Mai 1863                 | Alexandre Mellinet, Enrique Jorge Petit de Meurville y Bevard                                      | [ 6 ]                                                        | Napoleon III.              | Manuel Felipe de Tovar         | Dez. 1865        |
| 1866                     | Petit de Meurville; Alexandre Mellinet, Alph. de la Forest, Chevalier de Saint Robert              | Generalkonsul, Geschäftsträger                               | Napoleon III.              | Manuel Felipe de Tovar         | 1869             |
| 1. Mai 1868              | Chevalier de Saint Robert                                                                          | Generalkonsul, Geschäftsträger                               | Napoleon III.              | Manuel Felipe de Tovar         |                  |
| 1870                     | Paul Saillard                                                                                      | Generalkonsul, Geschäftsträger, L’Hôte Gesandtschaftskanzler | Napoleon III.              | Manuel Felipe de Tovar         | 1875             |
| 1. Juli 1872             | Th. Gœpp                                                                                           | Generalkonsul, Geschäftsträger, L’Hôte chancellier           | Adolphe Thiers             | Manuel Felipe de Tovar         | 1875             |
| 1. Apr. 1875             | Desnoyers                                                                                          | Generalkonsul, Geschäftsträger                               | Patrice de Mac-Mahon       | Manuel Felipe de Tovar         |                  |
| 1. Mai 1878              | De Teilenay                                                                                        | Generalkonsul, Geschäftsträger                               | Patrice de Mac-Mahon       | Manuel Felipe de Tovar         |                  |
| 7. Apr. 1881             | Il n'ya pas eu de chargé affairesd der France à Caracas du 7 avril 1881 au 20 avril 1886           |                                                              |                            |                                | 20. Apr. 1886    |
| 20. Apr. 1886            | J. Thiessé                                                                                         | envoyé extraordinaire                                        | Jules Grévy                | Joaquín Crespo                 |                  |
| 20. Apr. 1887            | Alfred' Gabriel Léon Bourcier Saint-Chaffray                                                       | Envoyé extraordinaire et Ministre plénipotentiaire.          | Marie François Sadi Carnot | Guillermo Tell Villegas        |                  |
| 4. Mai 1889              | Maurice-Henri Blanchard de Farge                                                                   | envoyé extraordinaire et ministre plénipotentiaire.          | Marie François Sadi Carnot | Guillermo Tell Villegas        |                  |
| 2. Juni 1891             | Joseph-Anne-Amédée-François Ripert-Monclar                                                         | envoyé extraordinaire et ministre plénipotentiaire.          | Marie François Sadi Carnot | Guillermo Tell Villegas        | 26. März 1895    |
| 26. März 1895            | Il n'ya pas d’agend diplomatique à Caracas, du 26 mars 1895 au 4 décembre 1902                     |                                                              |                            |                                | 4. Dez. 1902     |
| 4. Dez. 1902             | Charles Wiener                                                                                     | envoyé extraordinaire et ministre plénipotentiaire           | Émile Loubet               | Cipriano Castro                | 11. Jan. 1906    |
| 11. Jan. 1906            | Il n'ya pas d’agent diplomatique à Caracas, du 11 janvier 1906 au 14 février 1913.                 |                                                              |                            |                                | 14. Feb. 1913    |
| 14. Feb. 1913            | Auguste-Jean-Marc Fabre                                                                            | envoyé extraordinaire et ministre plénipotentiaire           | Armand Fallières           | Cipriano Castro                |                  |
| 1. Aug. 1919             | Jean-Roger Clausse                                                                                 | envoyé extraordinaire et ministre plénipotentiaire           | Raymond Poincaré           | Juan Vicente Gómez             |                  |
| 24. Jan. 1921            | Camille Chayet                                                                                     | envoyé extraordinaire et ministre plénipotentiaire           | Raymond Poincaré           | Juan Vicente Gómez             |                  |
| 4. Nov. 1923             | Léonce Jean Albert Boudet                                                                          | Generalkonsul Geschäftsträger                                | Gaston Doumergue           | Juan Vicente Gómez             |                  |
| 2. Nov. 1924             | Joseph Jarousse de Sillac                                                                          | envoyé extraordinaire et ministre plénipotentiaire           | Gaston Doumergue           | Juan Vicente Gómez             |                  |
| 16. Nov. 1926            | Charles Barret                                                                                     | envoyé extraordinaire et ministre plénipotentiaire           | Gaston Doumergue           | Juan Vicente Gómez             |                  |
| 31. Juli 1933            | Maxime Dubail                                                                                      | Botschaftskanzler Geschäftsträger                            | Albert Lebrun              | Juan Vicente Gómez             |                  |
| 12. Sep. 1934            | Armand Barois                                                                                      | envoyé extraordinaire et ministre plénipotentiaire           | Albert Lebrun              | Juan Vicente Gómez             | Juni 1940        |
| Juni 1940                | Il n'ya pas d’agent diplomatique du Comité national français de Londres, de juin 1940 à août 1943. |                                                              |                            |                                | 17. Aug. 1943    |
| 17. Aug. 1943            | René Casteran                                                                                      | [ 8 ]                                                        | Charles de Gaulle          | Isaías Medina Angarita         |                  |
| 29. Aug. 1945            | René Casteran                                                                                      |                                                              | Charles de Gaulle          | Rómulo Betancourt              |                  |
| 4. Feb. 1946             | Roger Gaucheron                                                                                    | [ 9 ]                                                        | Félix Gouin                | Rómulo Betancourt              |                  |
| 19. Mai 1946             | Gilbert Medioni                                                                                    | Geschäftsträger                                              | Félix Gouin                | Rómulo Betancourt              |                  |
| 25. Juli 1946            | Guillaume Georges-Picot                                                                            |                                                              | Félix Gouin                | Rómulo Betancourt              |                  |
| 21. Apr. 1949            | Jean Bourdeillette                                                                                 |                                                              | Vincent Auriol             | Rómulo Gallegos                |                  |
| 3. März 1952             | Pierre-Albert Arnal                                                                                |                                                              | Vincent Auriol             | Marcos Pérez Jiménez           |                  |
| 28. März 1955            | Pierre Denis                                                                                       |                                                              | René Coty                  | Marcos Pérez Jiménez           |                  |
| 10. Jan. 1961            | Henri Ingrand                                                                                      |                                                              | Charles de Gaulle          | Rómulo Betancourt              |                  |
| 16. Feb. 1963            | Pierre de Vaucelles                                                                                |                                                              | Charles de Gaulle          | Rómulo Betancourt              |                  |
| 15. Feb. 1967            | Maurice Guiramand                                                                                  |                                                              | Charles de Gaulle          | Rómulo Betancourt              |                  |
| 21. Sep. 1971            | Guy Dorget                                                                                         |                                                              | Georges Pompidou           | Rafael Caldera                 |                  |
| 22. Mai 1973             | Rodocanachi                                                                                        |                                                              | Georges Pompidou           | Rafael Caldera                 |                  |
| 24. Aug. 1976            | André Roger                                                                                        |                                                              | Valéry Giscard d’Estaing   | Carlos Andrés Pérez            |                  |
| 11. Juni 1979            | Jean Français                                                                                      |                                                              | Valéry Giscard d’Estaing   | Luís Herrera Campíns           |                  |
| 23. Dez. 1981            | Marcel Maître                                                                                      |                                                              | François Mitterrand        | Luís Herrera Campíns           |                  |
| 15. Feb. 1986            | Jean-Claude Prével                                                                                 |                                                              | François Mitterrand        | Jaime Lusinchi                 |                  |
| 7. Apr. 1988             | Philippe Bernard                                                                                   |                                                              | François Mitterrand        | Jaime Lusinchi                 |                  |
| 13. Aug. 1990            | André-Jean Libourel                                                                                |                                                              | François Mitterrand        | Carlos Andrés Pérez            |                  |
| 21. Sep. 1993            | Henri Vignal                                                                                       |                                                              | François Mitterrand        | Ramón José Velásquez           |                  |
| 8. Aug. 1996             | Patrick Villemur                                                                                   |                                                              | Jacques Chirac             | Rafael Caldera                 |                  |
| 31. Aug. 1999            | Laurent Aublin                                                                                     |                                                              | Jacques Chirac             | Hugo Chávez                    |                  |
| 14. Nov. 2002            | Pierre-Jean Vandoorne                                                                              |                                                              | Jacques Chirac             | Hugo Chávez                    |                  |
| 27. Okt. 2006            | Hadelin de La Tour du Pin Chambly de la Charce                                                     |                                                              | Jacques Chirac             | Hugo Chávez                    |                  |
| 14. Sep. 2009            | Jean-Marc Laforêt                                                                                  |                                                              | Nicolas Sarkozy            | Hugo Chávez                    |                  |